# Российско-французские отношения
Отношения Франции и России в сфере безопасности и обороны — комплекс двусторонних отношений между Французской Республикой и Российской Федерацией.
На эти отношения влияют позиции отдельных стран Европейского союза, НАТО и мировая политика в целом.

## История отношений

### До XVI века
Русско-французские отношения имеют многовековую историю. Ещё в середине XI века дочь Ярослава Мудрого Анна Ярославна стала королевой Франции (1051), выйдя замуж за Генриха I. После его смерти в 1060 году стала регентшей при его сыне — короле Франции Филиппе I и правила Францией вместе с зятем, графом Фландрским.
Установившаяся в XII веке на Руси феодальная раздробленность и татаро-монгольское нашествие в XIII веке мешали установлению в те времена постоянных русско-французских отношений.
В 1413 году Новгород и Псков посетил фламандский рыцарь на службе герцогов Бургундии, политик и дипломат Жильбер де Ланнуа (Guillebert de Lannoy), участвовавший в войне Тевтонского Ордена с Польшей и включивший описание русских земель в своё сочинение «Путешествия и посольства» (Voyages et ambassades, 1399—1450).

### XVI век
В 1518—1519 годах Великий князь Василий III дважды пытался переправить письма королю Франции Франциску I c целью поддержать его претензии на корону императора Священной Римской империи, однако эти послания не достигли адресата.
Ввиду того, что образовавшееся в XV—XVI веках Русское централизованное государство почти постоянно находилось в состоянии дипломатической и военной конфронтации с Речью Посполитой, значительная часть правящей элиты которой традиционно ориентировалась на Францию, католические правители последней в течение долгого времени не видели целесообразности в установлении прямых дипломатических контактов с Москвой.
В 1555 году Ганс Шлитте, купец из Саксонии, агент Ивана IV Грозного, прибыл ко французскому двору с целью получения политической поддержки для Московского государства. Генрих II Валуа направил с ним в Москву специальное послание с предложением союзных отношений, однако письмо в итоге оказалось перехвачено и попало в руки императора, противника короля Франции в Итальянских войнах.
В 1574 году началась переписка Генриха де Валуа, короля Польши, с Иваном IV, которая была продолжена в 1580—1583 годах, когда Генрих занял французский трон. В 1583 году первый французский торговый корабль Этьена Ватье достиг Кольского полуострова и разгрузился в Коле.
В марте 1585 года посол Фёдора I Ивановича француз Пьер Рагон прибыл в Париж к Генриху III для торговых и политических переговоров. Осенью 1585 года с ответным визитом по приказу короля в Москву был отправлен сеньор Франсуа де Карль, королевский посланник из семьи профессиональных дипломатов, который сумел заключить торговое соглашение в пользу французских купцов. В 1586 году капитан Жан Соваж с купцами парижской компании достиг Архангельска.

### XVII век
Особенный интерес к России появился во Франции после публикации в 1607 году сочинения наемника Жака Маржерета «Состояние Российского государства и Великого княжества Московского», сведения которого использовал в «Истории своего времени» (1620) известный историк Жак Огюст де Ту (1553—1617).
В 1615 году при дворе Людовика XIII было принято первое посольство Ивана Кондырева, окончившееся в целом неудачей, однако положившее начало дипломатическим отношениям Романовых и Бурбонов.
Летом 1668 года проездом из Испании в Париже побывало русское посольство во главе со стольником П. И. Потёмкиным, имевшим аудиенцию у Людовика XIV и Жан-Батиста Кольбера, обсуждавшим установление взаимовыгодных торговых отношений между двумя странами.

### XVIII век

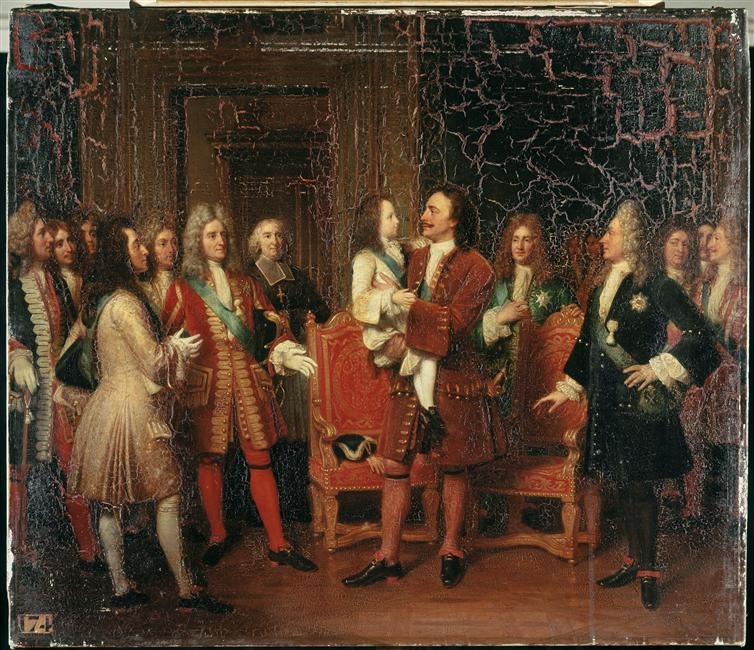
Встреча Петра I с юным Людовиком XV

Первое дипломатическое представительство России во Франции появилось в 1702 году по указу Петра I, заинтересованного в союзе с Людовиком XIV ввиду сближения Англии со Швецией. Посещение Франции самим Петром I в 1717 году послужило отправной точкой для установления постоянных дипломатических отношений между двумя странами, прерванных лишь Великой Французской революцией.
Обеспокоенная засильем немцев при дворе императрицы Анны Иоанновны, французская дипломатия активно способствовала дворцовому перевороту 1741 года и возведению на престол Елизаветы Петровны, с юных лет симпатизировавшей Франции и её королю Людовику XV, за которого её безуспешно пытались выдать замуж. Активную роль в этом сыграл маркиз де ла Шетарди, исполнявший в 1739—1744 годах должность дипломатического посланника при русском дворе. Однако после того как в 1748 году стараниями канцлера Бестужева близкий Шетарди граф Лесток попадает в опалу, влияние профранцузской партии заметно ослабевает.

### XIX век

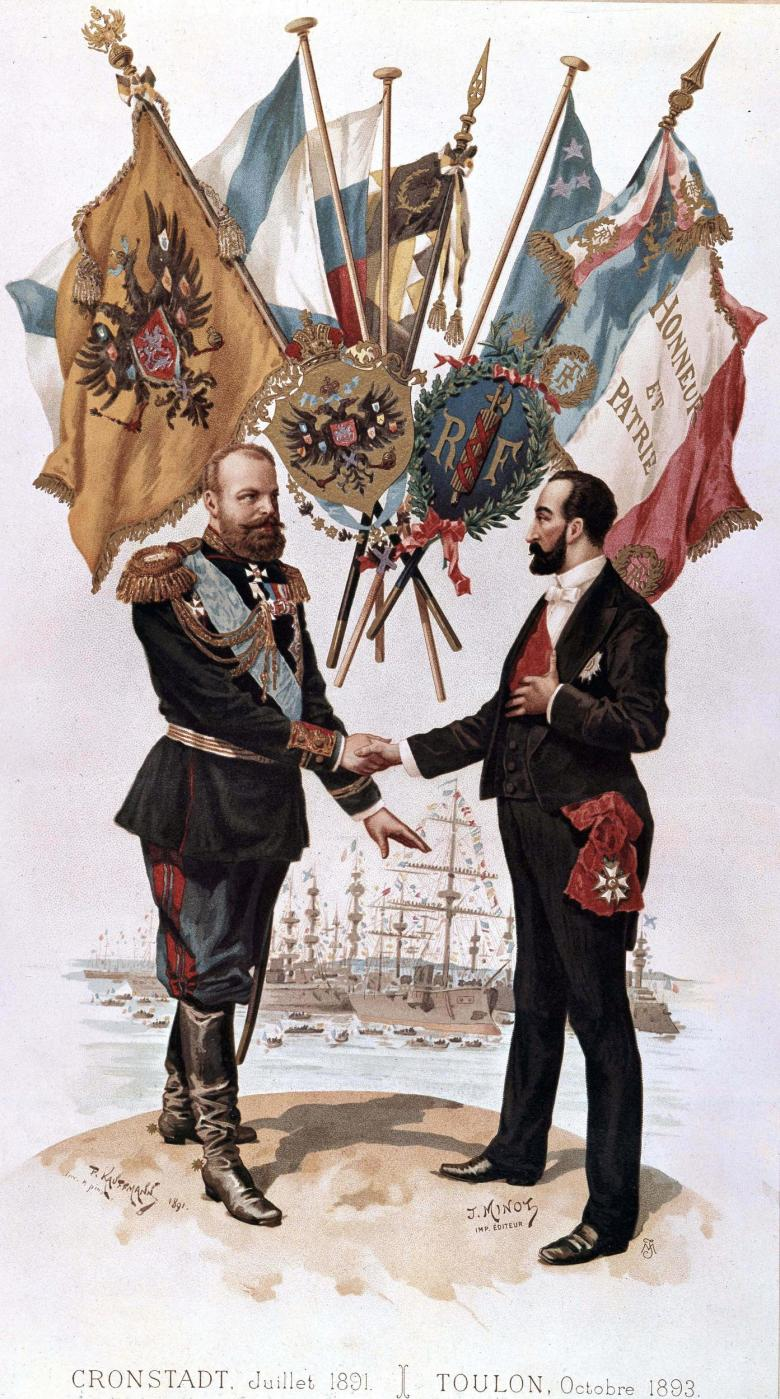
Император Александр III и президент Франции Мари Франсуа Сади Карно заключают союз

Отношения между Россией и Францией в первой половине XIX века не отличались стабильностью: противостояние в годы Наполеоновских войн и Отечественной войны 1812 года; сближение после крушения наполеоновской империи в годы Реставрации, затем очередное охлаждение двусторонних отношений после Июльской революции 1830 года, приведшей к смене режима во Франции и воцарению Луи-Филиппа Орлеанского, которого император Николай I до конца жизни считал «узурпатором» престола, «похитившим» корону у малолетнего герцога Бордоского, внука свергнутого короля Карла Х. Все это время французы так или иначе следили  за происходящим в далекой России, однако их представления о ней были весьма поверхностными и расплывчатыми. Неточные, а порой и просто вымышленные сведения о близкой отставке высокопоставленных государственных деятелей России (например, наместника Царства Польского фельдмаршала И. Ф. Паскевича), о заговорах и бунтах в армии регулярно появлялись на страницах французской печати.

### Начало XX века

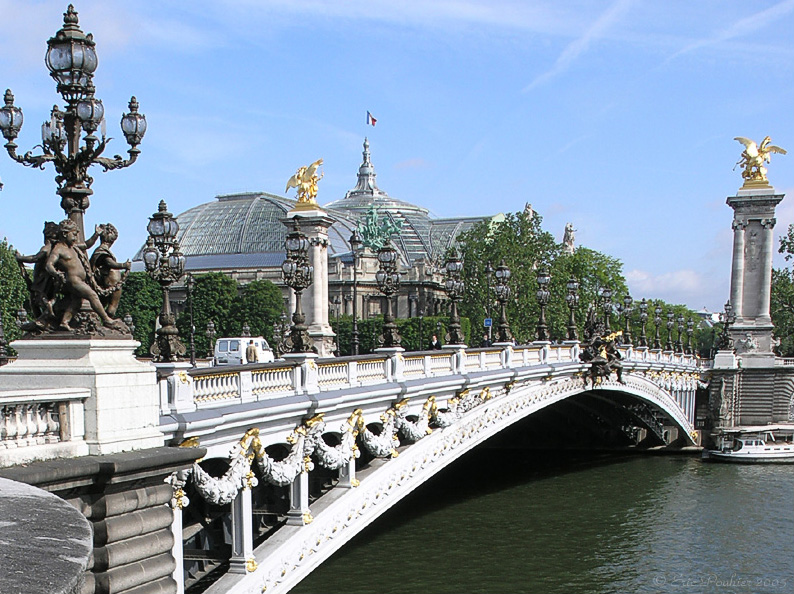
Мост Александра III в Париже был заложен самим Николаем II

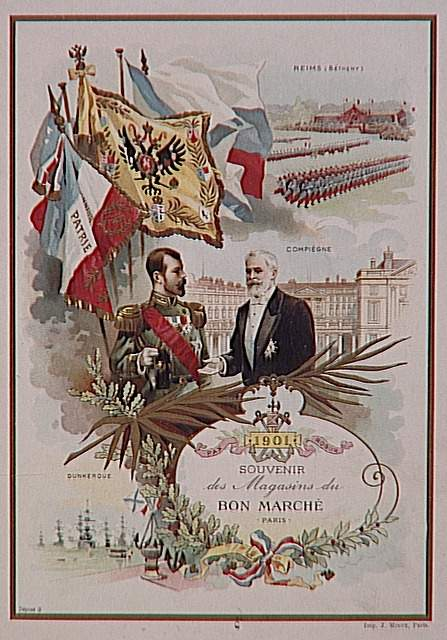
Николай II и Эмиль Лубе, 1901 год

Кульминационной точкой сотрудничества стало создание в конце XIX века Франко-русского союза. Символами дружеских отношений стали мост Александра III, построенный в Париже, и Троицкий мост, построенный в Санкт-Петербурге по проекту французской фирмы «Батиньоль».
В Первой мировой войне страны были союзниками и воевали против Центральных держав. Франция отправила Французский авиационный дивизион на Восточный фронт, а Россия — Экспедиционный корпус на Западный фронт.

### Советский период
История отношений СССР и Франции начинается с 28 октября 1924 года, со дня официального установления дипломатических отношений между СССР и Францией.
28 октября 1924 года Эдуар Эррио от имени Совета министров Франции направил председателю ЦИК СССР М. И. Калинину телеграмму, в которой говорилось, что французское правительство готово «установить теперь же нормальные дипломатические отношения с Правительством Союза путём взаимного обмена послами». Французское правительство отмечало, что «отныне невмешательство во внутренние дела станет правилом, регулирующим взаимоотношения между нашими двумя странами». В телеграмме указывалось, что Франция признает де-юре правительство Союза ССР «как правительство территорий бывшей Российской империи, где его власть признана населением, и как преемника на этих территориях предшествующих российских правительств» и предлагает обменяться послами. Эррио предложил направить в Париж советскую делегацию для ведения переговоров по общим и специальным экономическим вопросам.
В тот же день телеграмма Эррио обсуждалась на заседании ЦИК. С сообщением по этому вопросу выступил Г. В. Чичерин, который подчеркнул большое значение восстановления отношений между СССР и Францией. «Мы горячо приветствуем этот акт», — заявил он в заключение. В ответной телеграмме ЦИК на имя Эррио говорилось: "ЦИК Союза ССР «придает серьёзнейшее значение устранению всех недоразумений между Союзом ССР и Францией и заключению между ними общего соглашения, которое может послужить прочной основой для дружественных отношений, руководствуясь при этом постоянным стремлением Союза ССР к действительному обеспечению всеобщего мира в интересах трудящихся масс всех стран и к дружбе со всеми народами».

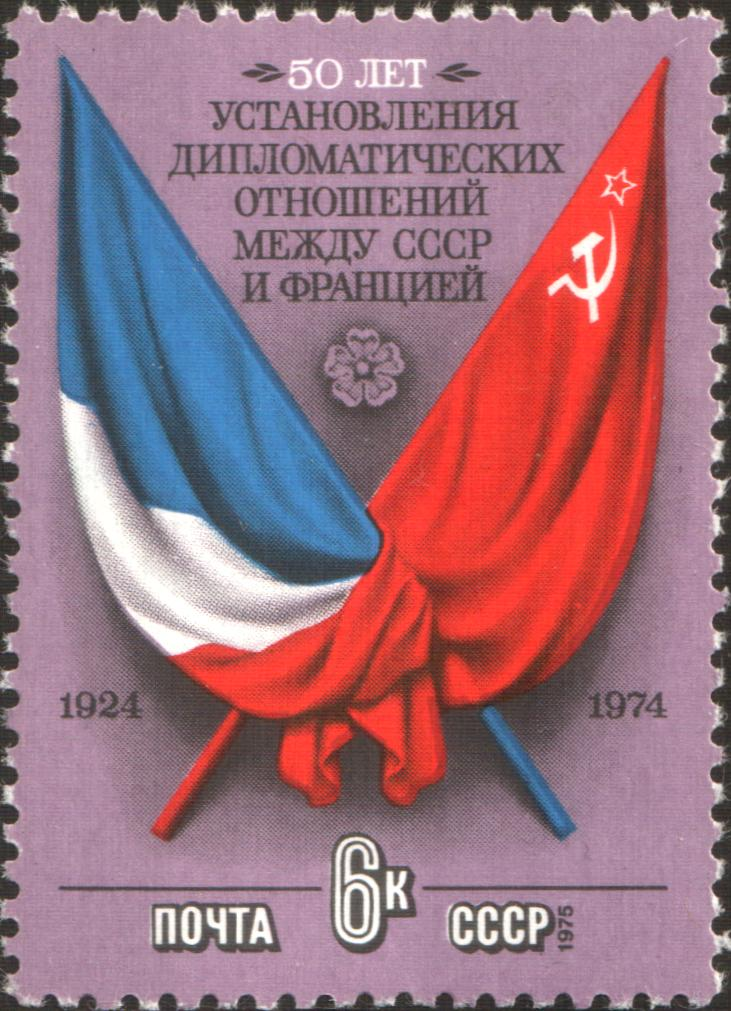
Почтовая марка СССР 1975 года. 50 лет дипломатических отношений между СССР и Францией

30 октября 1924 года на имя Чичерина была получена телеграмма от Эррио с выражением радости по случаю установления отношений, которые будут служить «укреплению мира в Европе и во всем мире». В ней говорилось, что «не существует народов, более предназначенных для взаимного понимания, чем французский народ, преисполненный чувства справедливости и братства, и великий русский народ, достойные качества которого я сам лично имел возможность оценить». 14 ноября 1924 года Президиум ЦИК СССР назначил полпредом во Францию Л. Б. Красина с оставлением его в должности народного комиссара внешней торговли.
Первым французским послом в Москве после восстановления дипломатических отношений между Францией и СССР был назначен Жан Эрбетт.

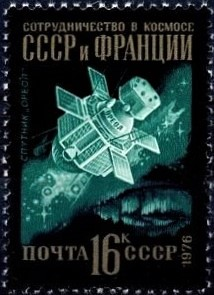
Почтовая марка СССР 1976. Международное сотрудничество в космосе

В начале 1930-х годов в отношениях двух стран начали появляться тенденции к сближению. 11 января 1934 года было подписано первое советско-французское торговое соглашение, а 2 мая 1935 года был подписан Франко-советский пакт о взаимопомощи.
29 июня 1941 года посол Гастон Бержери, представлявший правительство Виши, известил А. Я. Вышинского о расторжении дипломатических отношений. Дипломаты[чьи?] около трёх недель были заперты на территории посольства Франции, после чего были обменены через Турцию на сотрудников советского посольства.
В 1949 году Франция явилась одним из государств-основателей союза НАТО, ставившего задачу противодействия экспансии СССР.
Во время войны за независимость Алжира (1954—1962) Советское руководство поддержало восставших и оказывало всемерную дипломатическую поддержку в ООН сформированному в 1958 году Временному правительству Алжирской Республики (ВПАР).

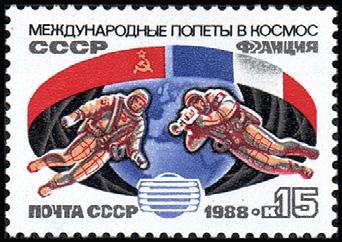
Почтовая марка СССР, 1989 год. Международные полёты в космос

В августе 1963 года в Париже был арестован гражданский сотрудник аппарата НАТО Жорж Пак, бывший, по некоторым мнениям, «самым крупным советским шпионом, когда-либо задержанным во Франции»

В 1966 году произошло потепление в отношениях между СССР и Францией — после выхода последней из военной организации НАТО и визита президента Шарля де Голля в Москву.

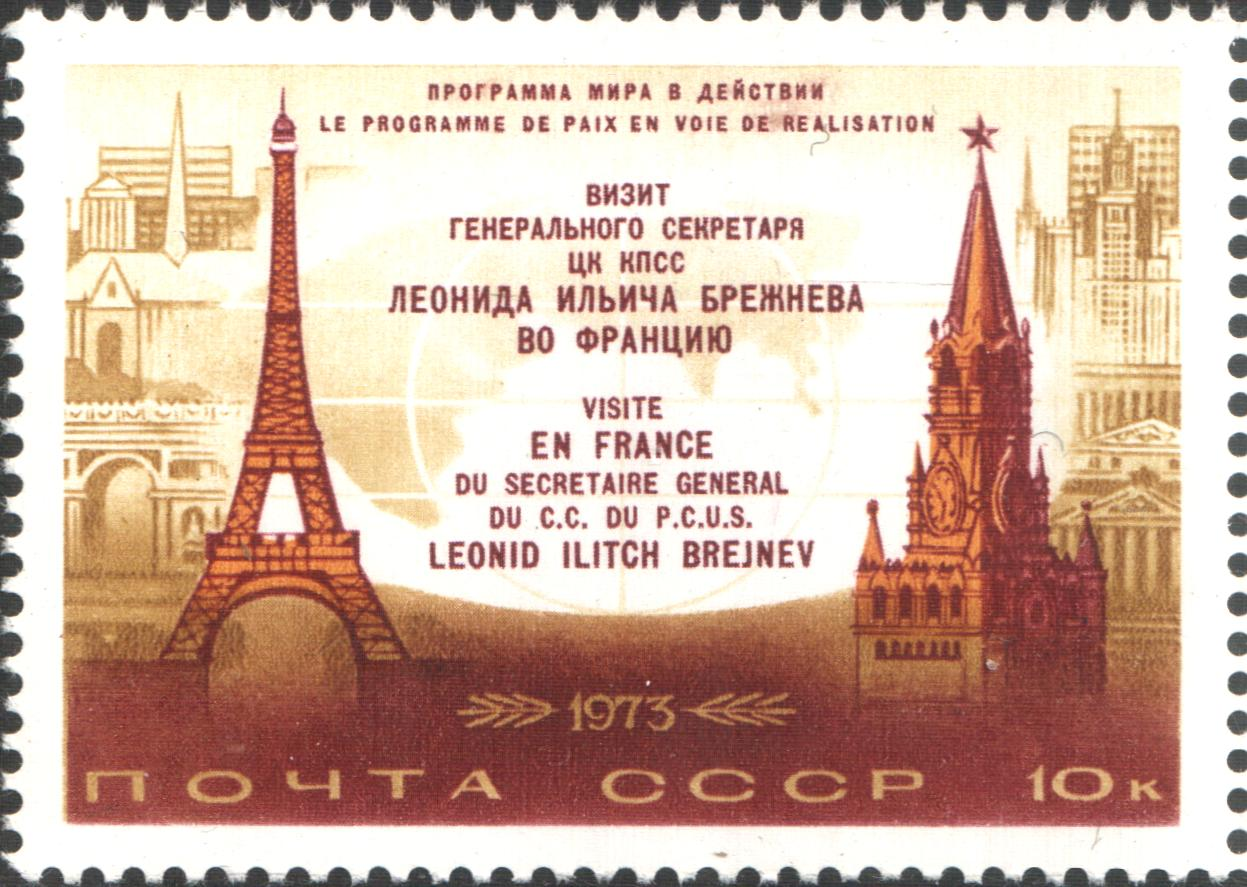
Почтовая марка СССР (1973 год)

В 1983 году, вследствие измены подполковника КГБ Владимира Ветрова, в апреле из Парижа были высланы 47 советских дипломатов, сотрудников торгпредства и журналистов.

## Современное состояние
7 февраля 1992 года Франция признала Российскую Федерацию как страну-правопреемницу СССР. Главным документом, закрепляющим отношения между Россией и Францией, является Договор от 7 февраля 1992 года. Он утверждает стремление обеих стран развивать «новые отношения согласия, основанные на доверии, солидарности и сотрудничестве». С тех пор договорно-правовая база российско-французских отношений значительно расширилась — заключено более двух десятков соглашений в различных сферах двустороннего сотрудничества.
Отношения между РФ и Францией активно развиваются во многих областях, что выражается в регулярных взаимных визитах высших лиц двух государств. Сотрудничество в сфере обороны является одним из приоритетных направлений, его регулируют следующие документы:
- Соглашение о сотрудничестве в области безопасности (4 февраля 1994);
- Декларация о создании Французско-Российской комиссии премьер-министров (15 февраля 1996);
- Французско-российско-германское соглашение относительно использования в мирных целях оружейного плутония (2 июня 1998);
- Соглашение о создании российско-французского Совета сотрудничества по вопросам безопасности (8 июля 2002);
- Договор относительно защиты прав интеллектуальной собственности в рамках военного и технического сотрудничества (14 февраля 2006);
- Межправительственный договор о сотрудничестве в сфере уничтожения химических вооружений (14 февраля 2006).

2010 год — Год России во Франции и Год Франции в России.

### Общий контекст отношений Франции и РФ

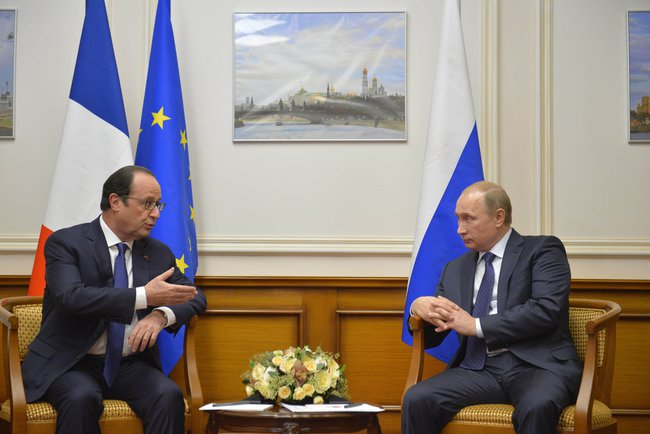
Президент России Владимир Путин и Президент Франции Франсуа Олланд

Ещё во времена существования СССР Франция в соответствии с голлистскими установками занимала особое положение в западном мире, пытаясь преодолевать противоречия между НАТО и ОВД и развивая сотрудничество с Москвой в различных сферах.
В 1990-е годы динамика двусторонних отношений была положительной, однако во многом основывалась на личных отношениях Бориса Ельцина с президентами Франции Ф. Миттераном (1981—1995) и Ж. Шираком (1995—2007).
К концу 1990-х годов наметилось резкое ухудшение отношений, обусловленное двумя главными проблемами — критикой Парижа относительно контртеррористической операции в Чечне и проблемой российских долгов Франции.
Примерно с 2000 года отношения приобрели более конструктивный характер. Особенно сблизились позиции Франции и России в 2003 году, когда два государства резко высказались против операции США в Ираке. У Жака Ширака были плохие отношения с проамериканскими странами Центральной и Восточной Европы.
После выборов президента Н. Саркози, приступившего к исполнению обязанностей 16 мая 2007 года, речь зашла о повороте во внешней политике Франции в сторону США, тем не менее воля Парижа к поддержке европейских оборонных инициатив, оппозиция немедленному присоединению Грузии и Украины к Плану доступа к членству в НАТО, сохранение стратегического союза с Германией говорят о сохранении фундаментальных основ внешней политики Пятой Республики, важных и для России. Тем не менее Саркози значительно улучшил отношения со странами Центральной и Восточной Европы. Тогда Пятая республика проводила активнейшую политику по сближению с Россией (велись переговоры о продаже России французских вертолётоносцев типа Мистраль и пр.).
С 2014 года отношения изменились (см. Санкции в связи с украинскими событиями 2014 года).
В 2016 году отношения снова обострились в связи событиями, связанными с боями в Алеппо.

### Торгово-экономические отношения
Франция является одним из основных торгово-экономических партнеров России. Франция занимает среди европейских стран восьмое место по объёму товарооборота. Притом имеется значительная положительная динамика в торговых отношениях двух стран: так, в 2001—2008 годах товарооборот обеих стран вырос более чем в 5 раз.
К примеру, в 2008 году товарооборот России и Франции составил 22 млрд 250,2 млн долларов, в том числе российский экспорт 12 млрд 193,2 млн долларов, импорт — 10 млрд 057,0 млн долларов, то есть при положительном сальдо у России.
Товарооборот России и Франции в 2009 году упал по сравнению с 2008 годом по причине мирового кризиса и достиг 17,148 млрд долларов, в том числе российский экспорт составил 8,723 млрд долларов, импорт — 8,425 млрд долларов. Положительный торговый баланс у России сохранён.
Наиболее крупными позициями российского экспорта во Францию являются минеральное топливо, нефть и продукты; продукция химической промышленности; металлы, изделия из них; древесина и целлюлозно-бумажные изделия; машины, оборудование, транспортные средства.
Структуру импорта из Франции в Россию формируют, в основном, три группы товаров: машины и оборудование, транспортные средства; продукция химической промышленности, включая фармацевтическую и парфюмерную; продовольственные товары и сельскохозяйственное сырьё.
28 августа 2017 года Министр экономического развития Российской Федерации Максим Орешкин провёл встречу с Министром экономики и финансов Французской Республики Брюно Ле Мером. В ходе встречи Министры отметили, что французский бизнес продолжает демонстрировать интерес к российскому рынку. «Это, в частности, подтверждается увеличением в прошлом году французских инвестиций в России более чем на 2 млрд долл», — добавил глава российского Минэкономразвития Максим Орешкин. Объём накопленных инвестиций из Франции в Россию также растёт. По итогам 2016 г. он увеличился почти на 44 % с 10 до 14,4 млрд долл.
Под воздействием «коронакризиса» объём российско-французского товарооборота за семь месяцев 2020 г. ожидаемо сократился. В частности, он составил 7,133 млрд евро (против 8,249 млрд евро за аналогичный период в 2019 г.) Из них 3,102 млрд евро составил российский импорт, 4,031 млрд евро — экспорт.
Огромным экономическим, культурным, научным и общественным потенциалом располагает двустороннее межрегиональное взаимодействие. В 2021 г. пройдет российско-французский перекрестный год межрегионального сотрудничества. Подготовлена обширная программа различных мероприятий с участием российских и французских заинтересованных ведомств и организаций, региональных и местных органов власти, ассоциаций дружбы, породненных городов и других партнеров.

### Научные отношения
Франко-российское научное сотрудничество в области биологии и медицины стало особенно активным и плодотворным под руководством Луи Пастера (1822—1895), выдающегося французского учёного и русофила. Исследования Л. Пастера включали, среди прочего, болезни тутового шелкопряда, профилактику угрей, вакцинацию против бешенства. Среди первых российских учёных, приглашённых на работу в институт, который носит его имя, основанный в Париже в 1888 году, выделяется И. И. Мечникова, чья работа будет увенчана Нобелевской премией по физиологии и медицине в 1908 году Позднее несколько российских ученых успешно направили различные службы Парижского института Пастера, в том числе А. М. Бесредка, С. Н. Виноградский, А. Львофф, А. Гулин, Сергей Иванович Металников.
По случаю празднования 100-летия со дня рождения Луи Пастера в 1923 году многие научные лаборатории были названы «Пастером» в новом СССР ещё до восстановления франко-российских дипломатических отношений в 1924 году. В Ленинграде создан Институт эпидемиологии и микробиологии им. Пастера, который в 1993 году присоединился к Международной сети пастеровских институтов (RIIP), в настоящее время назван Институтом эпидемиологии и микробиологии Санкт-Петербурга.
Исследования чумы и средств борьбы с ней во время третьей пандемии в России / ССР — Центральной Азии (конец 19-20 вв.) являются примером конвергенции международных научных усилий (ВОЗ, Всемирная организация здравоохранения). Российские и французские исследователи объединили свои усилия: М. Балтазар, Э. Брыгу (Франция), Б. К. Фенюк, Н. Калабухов, Ю. Ралль, А. Решетников (Россия).

### Формы оборонного сотрудничества Франции и РФ
Оборонное сотрудничество Франции и РФ развивается во многих формах. Проходят совместные учения, заседания российско-французской Рабочей группы по борьбе с международным терроризмом (последнее прошло 21 декабря 2007 года, произошёл обмен информацией по борьбе с терроризмом в мировом масштабе и в регионах Северной Африки, Ближнего Востока, афгано-пакистанской границы, Центральной и Юго-Восточной Азии); консультации в МИД России с Генеральным Директором по политическим вопросам и вопросам безопасности МИД Франции (последние прошли 04 июля 2007 года, с Ж. Аро российские дипломаты обсудили отношения РФ—НАТО, РФ—ЕС, ПРО, ДОВСЕ, Иран, Косово, Ливан); важную роль играют межпарламентские контакты (например, в апреле 2008 года прошла встреча председателя комитета Госдумы по обороне В. Заварзина с делегацией комитета по иностранным делам, обороне и вооруженным силам Сената Франции, Заварзин подчеркнул, что отношения с Францией в оборонной сфере находятся на высоком уровне, что позволяет ожидать улучшения таких отношений между РФ и ЕС в целом после перехода председательства в Союзе к Франции с 1 июля 2008 года).
Главным органом двустороннего сотрудничества в сфере обороны является Совет сотрудничества по вопросам безопасности, последнее заседание которого состоялось 11 марта 2008 в Париже. В нём приняли участие министры иностранных дел и обороны РФ С. Лавров и А. Сердюков и их французские коллеги — Б. Кушнер и Эрве Морен, в тот же день прошла неформальная встреча двух российских министров с президентом Франции Н. Саркози. Главным итогом заседания органа, формально занимающегося оборонными вопросами, стало политическое решение о том, что Франция в качестве председателя ЕС сделает всё, чтобы до конца 2008 г. было подписано новое рамочное соглашение между РФ и ЕС взамен Соглашения о партнерстве и сотрудничестве 1997 г. Что касается непосредственно безопасности, то были обсуждены следующие вопросы:
- изучен ход реализации проекта четырёх пространств сотрудничества РФ и ЕС, запущенный в 2003 г. (два из этих пространств — внешней безопасности и свободы, правосудия и внутренней безопасности — затрагивают вопросы безопасности).
- РФ изъявила желание активно сотрудничать с ЕС по операции в Чаде, которую он проводит в восточных районах страны для защиты лагерей беженцев в Дарфуре.
- Обсуждались также вопросы ДОВСЕ, ПРО, Косово, нераспространения ОМУ, Ближнего Востока, взаимодействие в других сферах сотрудничества. Россия ещё до саммита НАТО в Бухаресте 02-04.04.2008 г. предоставляла свою территорию для транзита французских и германских грузов в связи с участием этих стран в операции в Афганистане. Франция поддерживает заключение договора между Организацией договора о коллективной безопасности (ОДКБ) и НАТО о транзите грузов в Афганистан, достижение которого тормозится рядом членов НАТО и за который выступает Россия.

Существуют также многочисленные договоры между французскими и российскими научно-исследовательскими организациями (КАЭ и Росатом, Институт Курчатова, РАН) и компаниями (АРЕВА, ФРАМАТОМ, Электриситэ де Франс и Радон) на предмет повышения безопасности ядерной энергетики.

### Некоторые проблемы французско-российских отношений в сфере безопасности и обороны
Существует несколько проблем в отношениях РФ и Франции в оборонной сфере:
- до сих пор не существует договорно-правовой базы, которая позволила бы РФ участвовать в желаемом масштабе в операциях, проводимых ЕС. В отношениях с НАТО такая база существует, однако она не имеет большого практического значения. Между тем Франция испытывает интерес в развитии правовой базы, позволившей бы наладить более тесные контакты РФ и ЕС.
- Между Францией и РФ имеются и стратегические расхождения, касающиеся Косово. Франция признала Республику Косово в полном объёме на следующий день после провозглашения независимости, 18 февраля 2008 г., что вызывает постоянные противоречия на двусторонних переговорах. При этом официально французская дипломатия одним из фундаментальных принципов считает многостороннее решение всех проблем, что сближает её с Россией, особенно в СБ ООН.
- Среди многих российских комментаторов есть преувеличение стремлений Парижа к самостоятельности ЕС в оборонной сфере (с антиамериканским подтекстом). Эти взгляды не соответствуют официальной позиции Пятой Республики, которая никогда не заявляла о намерении противопоставить Общую внешнюю политику и политику безопасности ЕС (ОВПБ) с её военным компонентом — Европейской политикой безопасности и обороны (ЕПБО) НАТО. ЕПБО во Франции рассматривается как дополнение к НАТО, а сотрудничество с США — как стратегическое. С другой стороны, внимание РФ привлекает намерение Парижа вернуться в военную структуру НАТО полностью. Однако эти планы увязываются с развитием ЕПБО, что соответствует основным ориентирам французской дипломатии.
- Франция обеспокоена мораторием на действие ДОВСЕ, введенным РФ.
- В оборонной сфере между Францией и Россией есть естественная конкуренция на мировых рынках, что особенно проявляется в поставке ядерного топлива в ЕС и торговле самолётами.
- 20 ноября 2022 года президент Франции Эммануэль Макрон обвинил Россию в стратегии по разжиганию антифранцузских настроений в Африке, назвав её хищнической. Было отмечено, что Франция в последние годы потерпела военные неудачи и потеряла влияние, в частности её солдаты покидают Мали. Bloomberg сообщил, что они были вытеснены правящей там хунтой в пользу сил группировки Вагнера[14].

### Проблема реституции культурных ценностей
Одной из сторон российско-французских отношений является проблема возвращения (в том числе в форме обмена) культурных ценностей, попавших в СССР в период Второй мировой войны. Например, в Судетской области, занятой советскими войсками, находились французские архивные документы, вывезенные туда гестапо в 1940 году и отправленные советской военной комендатурой в Москву. В советский период Франции была возвращена небольшая часть этих документов. Дело в том, что значительную часть архивных фондов составляли секретные документы французских спецслужб.
В 1992—1993 годах между Россией и Францией были заключены соглашения о возврате документов. Только за период с декабря 1993 года по май 1994 года Франции передано более 900 000 вывезенных французских архивных дел из ЦХИДК. В обмен Франция оплатила микрофильмирование тех документов (7 млн кадров), которые указала российская сторона, передала России 12 судовых журналов российских и советских кораблей, совершавших плавание в Средиземном море в 1920-е годы, 255 архивных дел по русской эмиграции и около 300 000 франков на обеспечение сохранности российских архивных документов. Передача вызвала сильное общественное возмущение в России и в мае 1994 года была приостановлена[уточнить].
В 2002 году во Франции реституирована ещё большая партия архивных документов. Тем не менее часть французских документов по состоянию на 2012 год остается в России.